# لانگ ملفورد
لانگ ملفورد (به انگلیسی: Long Melford) یک روستا و محله مدنی در بریتانیا است که در Babergh واقع شده‌است. لانگ ملفورد ۳٬۹۱۸ نفر جمعیت دارد.